# 고마쓰 렌
고마쓰 렌(일본어: 小松 蓮, 1998년 9월 10일 ~ )는 일본의 축구 선수이다.

## 구단 경력
2018년 J2리그의 마쓰모토 야마가 FC에 입단하였다. 2019년부터 2021년까지 J1리그의 츠바이겐 가나자와와 레노파 야마구치 FC에서 뛰었다. 2024년 블라우블리츠 아키타로 이적했다.

## 국가대표팀 경력
그는 2018년 AFC U-23 축구 선수권 대회에 참가할 일본 U-23 국가대표팀에 발탁되었다.